# Aleuropteryx unicolor
Aleuropteryx unicolor är en insektsart som beskrevs av Meinander 1972. Aleuropteryx unicolor ingår i släktet Aleuropteryx och familjen vaxsländor. Inga underarter finns listade i Catalogue of Life.